# Kumki
Kumki (niem. Kümken) – wieś w Polsce położona w województwie zachodniopomorskim, w powiecie drawskim, w gminie Drawsko Pomorskie. W latach 1975–1998 miejscowość administracyjnie należała do województwa koszalińskiego. W roku 2007 wieś liczyła 41 mieszkańców. Miejscowość wchodzi w skład sołectwa Jankowo.

## Geografia
Wieś leży ok. 4 km na północ od Jankowa.